# Lista de obras de Nicolas Poussin

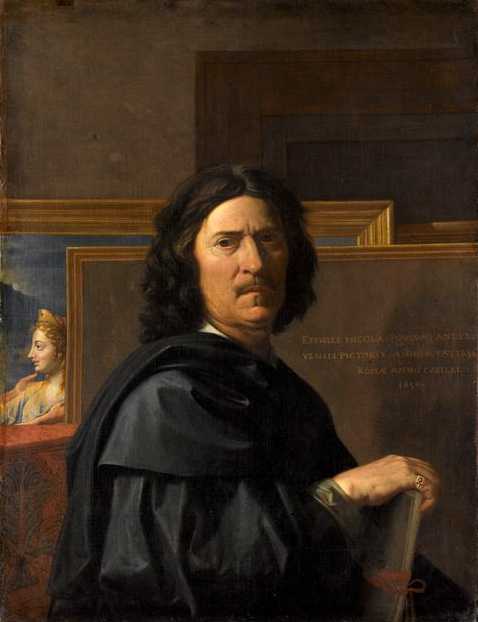
Autorretrato de Nicolas Poussin

Esta é uma lista de obras de Nicolas Poussin, lista não exaustiva das obras (pinturas e desenhos) de Nicolas Poussin (1685-1754), mas tão só das que, como tal, estão registadas na Wikidata.
A lista está ordenada pela data de criação de cada obra. Existem obras para as quais não está registada a data de criação surgindo no final da lista. Tal como nas outras listas geradas a partir da Wikidata, os dados cuja designação se encontra em itálico apenas têm ficha na Wikidata, não tendo ainda artigo próprio criado na Wikipédia.
As atribuições da autoria das pinturas de Poussin variam muito de um historiador da arte para outro. Jacques Thuillier, um dos mais restritivos, produziu em 1974 uma lista que dava 224 pinturas incontestadas e 33 com dúvidas menores ou maiores dele sobre a atribuição a Poussin. Algumas atribuições mudaram desde então, quando pinturas consideradas antes perdidas foram redescobertas, pelo que esta lista não pode ser considerada exaustiva.
| Imagem | Título                                                                | Data              | Retrata | Coleção                                                                                    | Descrito em |
| ------ | --------------------------------------------------------------------- | ----------------- | --- | ------------------------------------------------------------------------------------------ | ----------- |
|        | O Baptismo de Cristo                                                  | 1600              | | musée du Grand Siècle                                                                      |             |
|        | A morte de Hipólito                                                   | 1600              | Hipólito biga cavalo roda morte | Pierpont Morgan Library                                                                    |             |
|        | São João Evangelista                                                  | 16th century      | São João Evangelista | Coleção Museu Histórico Nacional                                                           | \|-         |
|        | Massacre dos Inocentes                                                | 160s              | soldado espada toddler involuntary manslaughter mulher dor capitel friso piso assassínio bebé sett | Museu Condé                                                                                |             |
|        | São Dionísio, o Areopagita, coroado por um anjo                       | 1620              | | Museu de Belas Artes de Ruão                                                               |             |
|        | A Morte de Chione                                                     | 1622              | | Musée des Beaux-Arts de Lyon                                                               |             |
|        | Vitória de Josué sobre os amalequitas                                 | 1623              | | Museu Hermitage                                                                            |             |
|        | A Morte da Virgem                                                     | 1623              | | Saint Pancratius Church (Sterrebeek)                                                       |             |
|        | Midas e Baco                                                          | 1624              | Midas Dioniso | Coleções de Pinturas do Estado da Baviera                                                  |             |
|        | Bacanal                                                               | 1624 160s         | natural trumpet | Museu do Prado                                                                             |             |
|        | A Criação de Baco                                                     | 160s              | Baco bebida ninfa Capra aegagrus hircus Sileno paisagem latifoliada falésia | Departamento de Pinturas do Louvre                                                         |             |
|        | A Exposição de Moisés                                                 | 160s              | Moisés | Coleções Nacionais de Dresden                                                              | \|-         |
|        | Paisagem com Juno e Argus                                             | 16th century      | | Gemäldegalerie                                                                             |             |
|        | Triunfo de Ovídio                                                     | 1624              | | Galeria Nacional de Arte Antiga                                                            |             |
|        | Apolo e Dafne                                                         | 1625 1627         | Apolo | Coleções de Pinturas do Estado da Baviera                                                  |             |
|        | Rei Midas transforma um galho de carvalho em ouro                     | 1625              | | Yale University Art Gallery                                                                |             |
|        | A vitória de Josué sobre os amoritas                                  | 160s              | Amoritas decapitação Josué Lua Sol cavalo batalha cabeça espada | Museu Pushkin                                                                              |             |
|        | Ninfas e um Sátiro                                                    | 1625              | árvore | Museu de Arte de Cleveland                                                                 |             |
|        | Mercúrio, Hersé e Aglaure                                             | 160s              | | Escola Nacional Superior das Belas-Artes                                                   |             |
|        | Anibal cruzando os Alpes com elefantes                                | 1625              | | No/unknown value                                                                           |             |
|        | O Massacre dos Inocentes                                              | 160s              | bebé soldado mãe massacre | Palácio das Belas-Artes de Lille                                                           |             |
|        | Vénus e Adonis no Monte Ida                                           | 1625              | | Galeria Uffizi                                                                             |             |
|        | Baco-Apolo                                                            | 160s              | Baco Apolo | Museu Nacional de Belas-Artes da Suécia                                                    |             |
|        | Criação de Baco                                                       | 160s              | Baco | National Gallery                                                                           | \|-         |
|        | Cena báquica                                                          | 160s              | mulher criança jarro | Museu do Prado                                                                             |             |
|        | A Destruição e Saque do Templo de Jerusalém                           | 1626              | | Museu de Israel                                                                            |             |
|        | Vénus adormecida surpreendida por sátiros                             | 1626              | Vénus sátiro Cupido | Museu das Belas Artes                                                                      |             |
|        | Venus Weeping for Adonis                                              | 1626              | Vénus Adónis | Museu de Belas Artes de Caen                                                               |             |
|        | Pietà                                                                 | 160s              | Pietà | Museu Thomas-Henry                                                                         |             |
|        | Apollo e Dafne                                                        | 1626              | | No/unknown value                                                                           |             |
|        | A Morte de Eurídice                                                   | 1626              | | No/unknown value                                                                           |             |
|        | A Agonia no Jardim                                                    | 16th century      | | Metropolitan Museum of Art European Paintings                                              |             |
|        | Rebeca saciando a sede de Eliezer no poço                             | 1626              | | No/unknown value                                                                           |             |
|        | Vénus e Adónis                                                        | 1626              | Adónis Vénus Afrodite homem mulher casal nudez Eros zona rural Cupido | Museu Fabre                                                                                |             |
|        | Apolo e as Musas no Monte Parnaso                                     | 1626              | Apolo Musa | Museu J. Paul Getty                                                                        |             |
|        | A Lamentação                                                          | 160s              | lamentation Jesus | National Trust                                                                             |             |
|        | Ninfa e Sátiro                                                        | 1626              | ninfa sátiro | Galeria Nacional da Irlanda                                                                |             |
|        | Virgem e o Menino numa guirlanda de flores                            | 1626              | Virgem Maria Menino Jesus | Museu De Brighton e Galeria de Arte                                                        |             |
|        | Bacanal de Putti                                                      | 1626              | | Galeria Nacional de Arte Antiga                                                            |             |
|        | Bacanal de putti                                                      | 1626              | | Galeria Nacional de Arte Antiga                                                            |             |
|        | Midas na fonte de Pactolus                                            | 1626              | | Musée Fesch                                                                                |             |
|        | Midas lavando-se na fonte de Pactolus                                 | 1627              | Midas criança homem Midas rio | Metropolitan Museum of Art                                                                 |             |
|        | Descanso na fuga para o Egito.                                        | 1627              | João Batista Sagrada Família Madona e o Menino bebé | Metropolitan Museum of Art                                                                 |             |
|        | A Morte de Germânico                                                  | 1627              | Germânico | Instituto de Artes de Minneapolis                                                          |             |
|        | Vénus e Mercúrio                                                      | 1627              | Vénus | Dulwich Picture Gallery                                                                    |             |
|        | A Anunciação                                                          | 1627              | Anunciação anjo ramo de noiva dove janela flor livro Virgem Maria vaso | Museu Condé                                                                                | \|-         |
|        | Cena báquica ou ninfa montando um sátiro                              | 1627              | mulher | Museumslandschaft Hessen Kassel                                                            |             |
|        | Eco e Narciso                                                         | 1627              | Narciso | Departamento de Pinturas do Louvre                                                         |             |
|        | Bacanal com um tocador de alaúde                                      | 160s              | festa Baco Bacchant mulher alaúde criança bebida paisagem rocha latifoliada | Departamento de Pinturas do Louvre                                                         |             |
|        | O triunfo de Flora                                                    | 1627              | Apoteose Flora biga ninfa putto flor latifoliada paisagem | Departamento de Pinturas do Louvre                                                         |             |
|        | Concerto de Cupidos                                                   | 160s              | Cupido coroa de louros | Departamento de Pinturas do Louvre                                                         |             |
|        | Ninfa adormecida surpreendida por sátiros                             | 1627              | ninfa | National Gallery                                                                           |             |
|        | O Regresso do Egito                                                   | 1627              | árvore | Museu de Arte de Cleveland                                                                 |             |
|        | Acis e Galatea                                                        | 160s              | | Galeria Nacional da Irlanda                                                                |             |
|        | A Sagrada Família com São João                                        | 1627              | | Museu de Arte de Toledo                                                                    |             |
|        | Fuga para o Egito                                                     | 160s              | | Museu de Arte de Worcester                                                                 |             |
|        | Paisagem com ninfas e sátiros                                         | 1627              | | Walker Art Gallery                                                                         |             |
|        | Et in Arcadia ego                                                     | 1628              | pastor de ovelhas mulher latifoliada homem leitura montanha | Departamento de Pinturas do Louvre                                                         |             |
|        | O Martírio de São Erasmo                                              | 1628              | Erasmo de Formia | Pinacoteca do Vaticano                                                                     |             |
|        | A inspiração de Anacreon                                              | 1628              | | Museu Estadual da Baixa Saxônia                                                            |             |
|        | Et in Arcadia ego                                                     | 1628              | | Chatsworth House                                                                           |             |
|        | O Regresso da Sagrada Família do Egito                                | 1628              | | Dulwich Picture Gallery                                                                    |             |
|        | O Casamento Místico de Santa Catarina                                 | 160s              | Catarina de Alexandria | Galerias Nacionais da Escócia Coleção Cook                                                 |             |
|        | Vênus e Adônis                                                        | 160s              | Vénus Adónis querubim | Museu de Arte Kimbell Coleção Cook                                                         |             |
|        | Lamentação sobre o Corpo de Cristo                                    | 160s              | | Coleções de Pinturas do Estado da Baviera                                                  | \|-         |
|        | Agonia no Getsêmani                                                   | 1628              | |                                                                                            |             |
|        | Martírio de São Erasmo                                                | 1628              | Erasmo de Formia | Galeria Nacional do Canadá                                                                 |             |
|        | Venus and Adonis                                                      | 1628              | Vénus Adónis | Rhode Island School of Design Museum                                                       |             |
|        | Moisés Adoçando as Águas Amargas de Marah                             | 1628              | | Baltimore Museum of Art                                                                    |             |
|        | Rinaldo e Armida                                                      | 1629              | Armida Rinaldo | Dulwich Picture Gallery                                                                    |             |
|        | A inspiração do poeta                                                 | 1629              | putto coroa de louros lira Ilíada Odisseia Eneida Monte Parnaso árvore bico de pena Virgílio Calíope céu poeta Apolo citaredo mulher | Departamento de Pinturas do Louvre                                                         |             |
|        | A Aparição da Virgem a São Tiago Magno                                | 160s              | Appearance of the Virgin Mary to St. James the Great in Zaragoza Santiago Maior nuvem putto beatific vision | Departamento de Pinturas do Louvre                                                         |             |
|        | Duas bétulas prateadas, a da frente caída                             | 160s              | tronco vidoeiro-branco windthrow | Galeria Albertina                                                                          |             |
|        | Bacanal                                                               | 16th century      | mulher sátiro Capra aegagrus hircus | Metropolitan Museum of Art                                                                 |             |
|        | Descanso na Fuga para o Egito                                         | 1629              | | Am Römerholz                                                                               |             |
|        | Sagrada Família com São João                                          | 1629              | | Staatliche Kunsthalle                                                                      |             |
|        | A Peste em Ashdod                                                     | 160s              | cadáver dor peste Filisteus templo | Departamento de Pinturas do Louvre                                                         |             |
|        | Céfalo e Aurora                                                       | 1630              | | National Gallery                                                                           |             |
|        | Vénus adormecida com Cupido                                           | 1630              | Vénus | Coleções Nacionais de Dresden                                                              | \|-         |
|        | Assunção da Virgem                                                    | 1630              | | Galeria Nacional de Arte                                                                   |             |
|        | São João Batizando no Rio Jordão                                      | 1630              | João Batista | Museu J. Paul Getty                                                                        |             |
|        | Marte e Vénus                                                         | 1630              | Marte | Museu de Belas Artes de Boston                                                             |             |
|        | O triunfo de David                                                    | 1630              | arma | Museu do Prado                                                                             |             |
|        | Descida da Cruz                                                       | 16th century      | | Museu Hermitage                                                                            |             |
|        | Hélio e Faetonte com Saturno e as Quatro Estações                     | 1630              | homem Hélio Faetonte mulher | Gemäldegalerie                                                                             |             |
|        | A criação de Baco                                                     | 160s              | Baco coroa criança folha latifoliada nudez pote de barro Sileno sono aparelho de mesa vine | Museu Condé                                                                                |             |
|        | Autorretrato                                                          | 1630              | Nicolas Poussin | Museu Britânico                                                                            |             |
|        | Serpente                                                              | 1630              | serpente | Departamento de Artes Gráficas do Museu do Louvre                                          |             |
|        | Cupidos na caça                                                       | 1630              | Cupido | Museu Hermitage                                                                            |             |
|        | Selene e Endimião                                                     | 1630              | Selene Endimião | Detroit Institute of Arts                                                                  |             |
|        | Vénus, Fauno e Putti                                                  | 1631              | Vénus | Museu Hermitage                                                                            |             |
|        | Cupidos e Putti                                                       | 1631              | Cupido | Museu Hermitage                                                                            |             |
|        | Triunfo de David                                                      | 160s              | | Dulwich Picture Gallery                                                                    |             |
|        | Midas transformando o galho de carvalho em ouro                       | 160s              | Numa Pompílio Egéria colina coroa latifoliada ovelha músico(a) nuvem nudez paisagem rei sentado Midas | Museu Condé                                                                                |             |
|        | O Império da Flora                                                    | 1631              | | Coleções Nacionais de Dresden                                                              |             |
|        | Bacanal diante de uma estátua de Pã                                   | 160s              | term | National Gallery                                                                           |             |
|        | Parnaso                                                               | 1632 160s         | fontanário livro | Museu do Prado                                                                             |             |
|        | Os Companheiros de Rinaldo                                            | 1633              | Carlo Ubaldo escudo espada homem dragão | Metropolitan Museum of Art                                                                 |             |
|        | Adoração dos Pastores                                                 | 1633 1634         | Menino Jesus | National Gallery                                                                           |             |
|        | A Translação de Santa Rita de Cássia                                  | 1633              | | Dulwich Picture Gallery                                                                    |             |
|        | Moisés Golpeando a Rocha                                              | 160s              | | Galerias Nacionais da Escócia                                                              |             |
|        | Mars and Venus                                                        | 160s              | Marte | Museu de Arte de Toledo                                                                    |             |
|        | A Travessia do Mar Vermelho                                           | 1633              | Travessia do Mar Vermelho | National Gallery of Victoria                                                               |             |
|        | Paisagem com um homem assustado por uma cobra                         | 1633              | homem serpente | Museu de Belas Artes de Montreal                                                           | \|-         |
|        | O rapto da sabinas                                                    | 160s              | cavalo mulher sofrimento criança homem | Metropolitan Museum of Art Coleção Cook                                                    |             |
|        | A Adoração dos Magos                                                  | 1633              | Adoração dos Magos Menino Jesus | Coleções Nacionais de Dresden                                                              |             |
|        | O jovem Teseu encontra a espada de seu pai                            | 1633              | | Galeria Uffizi                                                                             |             |
|        | Tancredo e Erminia                                                    | 1634              | Tancredo da Galileia Erminia mulher homem | Barber Institute of Fine Arts                                                              |             |
|        | A Caçada de Meleagro                                                  | 160s              | | Museu do Prado                                                                             |             |
|        | Paisagem com ruínas                                                   | 1634 1642         | | Museu do Prado                                                                             |             |
|        | Himeneus travestido assistindo a uma dança em honra de Príapo         | 160s              | | Museu de Arte de São Paulo                                                                 |             |
|        | A adoração do Bezerro de Ouro                                         | 1634              | idolatria montanha mulher homem dança criança árvore céu bezerro de ouro Aarão Monte Sinai Tablets of Stone nuvem crepúsculo Moisés | National Gallery                                                                           |             |
|        | Resgate do jovem rei Pirro                                            | 1634              | escudo criança mulher latifoliada Grécia Antiga soldado Neoptólemo pirâmide | Departamento de Pinturas do Louvre                                                         |             |
|        | Uma Dança ao som da Música do Tempo                                   | 160s              | herma | Coleção Wallace                                                                            | \|-         |
|        | Santa Cecília                                                         | 1635              | Santa Cecília | Museu do Prado                                                                             |             |
|        | A Criação de Júpiter                                                  | 160s              | Júpiter | Dulwich Picture Gallery Museu Nacional de Belas-Artes da Suécia                            |             |
|        | O Triunfo de Baco                                                     | 160s              | | Museu de Arte Nelson-Atkins                                                                |             |
|        | O Nascimento de Vénus                                                 | 1635              | | Museu de Arte de Filadélfia                                                                |             |
|        | São João Batizando o Povo                                             | 160s              | João Batista homem mulher equestrian paisagem lago colina latifoliada batismo | Departamento de Pinturas do Louvre                                                         |             |
|        | A conquista de Jerusalém pelo imperador Tito                          | 1635              | | Museu de História da Arte em Viena                                                         |             |
|        | Triunfo de Pã                                                         | 160s              | Pã fauna dança nudez Capra aegagrus hircus | Royal Collection                                                                           |             |
|        | O Triunfo de Pã                                                       | 1636              | | National Gallery                                                                           |             |
|        | Escolha de Hércules                                                   | 160s              | Héracles | National Trust                                                                             |             |
|        | O Rapto das Sabinas                                                   | 1637 1638         | Rómulo Sabinos Roma sequestro mulher combate violência soldado casa templo Rapto das Sabinas | Departamento de Pinturas do Louvre                                                         | \|-         |
|        | Paisagem com Viajantes Descansando                                    | 1637              | | National Gallery                                                                           |             |
|        | Paisagem com homem bebendo água de um riacho                          | 1637              | | National Gallery                                                                           |             |
|        | Paisagem com São Paulo, o Eremita                                     | 160s              | | Museu do Prado                                                                             |             |
|        | Pã e Siringe                                                          | 1637              | Pã Sírinx | Coleções Nacionais de Dresden                                                              |             |
|        | Moisés menino pisando a coroa do Faraó                                | 16th century      | coroa empregado doméstico Egito criança mulher homem cama Moisés | Departamento de Pinturas do Louvre                                                         |             |
|        | Santa Margarida                                                       | 160s              | | Galleria Sabauda                                                                           |             |
|        | Camille entrega o mestre-escola de Falerii aos seus alunos            | 1637              | criança professor(a) julgamento soldado cidade | Departamento de Pinturas do Louvre                                                         |             |
|        | Os israelitas recolhendo maná no deserto                              | 160s              | latifoliada milagre Moisés alimento barraca maná | Departamento de Pinturas do Louvre                                                         |             |
|        | Extrema Unção                                                         | 1638              | | Museu Fitzwilliam                                                                          |             |
|        | Casamento                                                             | 16th century      | | Duke of Rutland collection National Gallery                                                |             |
|        | A confirmação                                                         | 16th century      | | Duke of Rutland collection National Gallery                                                |             |
|        | Eucaristia                                                            | 16th century      | Última Ceia Jesus | Duke of Rutland collection                                                                 | \|-         |
|        | Ordenação                                                             | 16th century      | Jesus São Pedro chave | Museu de Arte Kimbell National Gallery                                                     |             |
|        | Sagrada Família                                                       | 1638              | Sagrada Família coluna Isabel Menino Jesus menino João Batista São José Virgem Maria nudez | Museu Condé                                                                                |             |
|        | Teseu encontra a espada de seu pai                                    | 1638              | Teseu homem rock espada Etra mulher empregado doméstico ruína pórtico arcada pai | Museu Condé                                                                                |             |
|        | Moisés salvo do rio                                                   | 1638              | Moisés | Departamento de Pinturas do Louvre                                                         |             |
|        | Vénus presenteia Eneias com as armas forjadas por Vulcano             | 1638              | | Museu de Belas Artes de Ruão                                                               |             |
|        | Júpiter criança alimentado com leite da cabra Amalthée                | 16th century      | | Gemäldegalerie                                                                             |             |
|        | A Clemência de Cipião                                                 | 1640              | Cipião Africano | Museu Pushkin                                                                              |             |
|        | Paisagem com São João em Patmos                                       | 1640              | João de Patmos | Art Institute of Chicago                                                                   |             |
|        | Paisagem com São Mateus e o Anjo                                      | 1640              | homem Mateus anjo paisagem | Gemäldegalerie                                                                             |             |
|        | Dança ao som da música do Tempo                                       | 1640              | dança Hélio harpa mulher | Galeria Nacional da Escócia                                                                |             |
|        | Batismo de Cristo                                                     | 160s              | | Galeria Nacional de Arte Coleção Samuel H. Kress                                           |             |
|        | Moisés e a Sarça Ardente                                              | 1641              | Moisés Sarça ardente | Museu Nacional de Arte da Dinamarca                                                        |             |
|        | A Instituição da Eucaristia                                           | 1641              | Última Ceia coluna | Departamento de Pinturas do Louvre                                                         |             |
|        | Tempo defendendo a Verdade contra os ataques da Inveja e da Discórdia | 1641              | inveja nuvem putto verdade | Departamento de Pinturas do Louvre                                                         |             |
|        | Milagre de São Francisco Xavier                                       | 1641              | anjo menina Francisco Xavier milagre oração ressurreição beatific vision | Departamento de Pinturas do Louvre                                                         |             |
|        | A sagrada Família                                                     | 1641              | | Detroit Institute of Arts                                                                  |             |
|        | Êxtase de São Paulo                                                   | 1643              | | Museu de Arte de John e Mable Ringling                                                     |             |
|        | O Testamento de Eudamidas                                             | 1644 1648         | | Museu Nacional de Arte da Dinamarca                                                        |             |
|        | O Sacramento da Extrema Unção                                         | 1644              | | Galerias Nacionais da Escócia                                                              |             |
|        | Paisagem ideal                                                        | 1645 16th century | | Museu do Prado                                                                             |             |
|        | Moisés transformando o cajado de Aarão em uma serpente                | 160s              | Moisés Aarão | Departamento de Pinturas do Louvre                                                         |             |
|        | O Sacramento da Confirmação                                           | 1645              | | Galerias Nacionais da Escócia                                                              |             |
|        | Estudo de dois homens correndo                                        | 1646              | homem corrida mão | Museu Nacional de Arte Antiga                                                              |             |
|        | Estudos de cabeças                                                    | 1646              | cabeça coque chignon | Museu Nacional de Arte Antiga                                                              |             |
|        | O Sacramento do Batismo                                               | 1646              | Batismo de Jesus | Galerias Nacionais da Escócia                                                              |             |
|        | Crucificação                                                          | 1646              | | Wadsworth Atheneum                                                                         |             |
|        | O Sacramento do Matrimónio                                            | 160s              | | Galerias Nacionais da Escócia                                                              |             |
|        | Moisés salvo das águas do rio                                         | 1647              | palmeira barca empregado doméstico Egito mulher Moisés montanha Rio Nilo bebé pirâmide sphinx cidade | Departamento de Pinturas do Louvre                                                         |             |
|        | O Sacramento da Sagrada Eucaristia                                    | 1647              | | Galerias Nacionais da Escócia                                                              |             |
|        | O Sacramento da Penitência                                            | 1647              | | Galerias Nacionais da Escócia                                                              |             |
|        | O Sacramento da Ordenação                                             | 1647              | | Galerias Nacionais da Escócia                                                              |             |
|        | Paisagem com homem morto por uma cobra                                | 1648              | | National Gallery                                                                           |             |
|        | Paisagem com homem lavando os pés numa fonte                          | 1648              | | National Gallery                                                                           |             |
|        | Paisagem com as cinzas de Phocion                                     | 1648              | paisagem Phocion | Walker Art Gallery                                                                         |             |
|        | O Funeral de Phocion                                                  | 1648              | | Earl of Plymouth                                                                           |             |
|        | Eliézer e Rebeca                                                      | 1648              | Rebeca Eliezer poço mulher roupa vestuário na antiguidade pote de barro paisagem colina cidade bijuteria | Departamento de Pinturas do Louvre                                                         |             |
|        | Paisagem com Diógenes                                                 | 1648              | Diógenes de Sínope pobreza criança bebida curso de água caminho latifoliada cidade | Departamento de Pinturas do Louvre                                                         |             |
|        | O Julgamento de Salomão                                               | 1648              | Julgamento de Salomão Salomão |                                                                                            | \|-         |
|        | Paisagem com viajantes descansando                                    | 1648              | | Dulwich Picture Gallery                                                                    |             |
|        | Rebeca e Eliezer no poço                                              | 1648              | | Museu Fitzwilliam                                                                          |             |
|        | A Sagrada Família na Escadaria                                        | 1648              | | Museu de Arte de Cleveland                                                                 |             |
|        | Tancredo e Herminia                                                   | 1649              | Tancredo da Galileia Erminia mulher homem | Museu Hermitage                                                                            |             |
|        | The Judgment of Solomon                                               | 1649              | coluna mulher multidão homem soldado bebé medo Salomão sentado trono | Departamento de Pinturas do Louvre                                                         |             |
|        | Paisagem com Polifemo                                                 | 1649              | paisagem Polifemo | Museu Hermitage                                                                            |             |
|        | Descoberta de Aquiles em Skyros                                       | 1649              | Aquiles Odisseu Deidamia espada bijuteria travestismo capacete | Museu de Belas Artes de Boston                                                             |             |
|        | Moisés golpeando a rocha                                              | 1649              | | Museu Hermitage                                                                            |             |
|        | O Êxtase de São Paulo                                                 | 160s              | anjo espada nuvem Paulo de Tarso | Departamento de Pinturas do Louvre                                                         |             |
|        | A Assunção da Virgem                                                  | 160s              | anjo Assunção de Maria Virgem Maria | Departamento de Pinturas do Louvre                                                         |             |
|        | A Sagrada Família com os Santos Ana, Isabel e João Batista            | 1649              | | Galeria Nacional da Irlanda                                                                |             |
|        | Auto-retrato                                                          | 1649              | | Gemäldegalerie                                                                             |             |
|        | Paisagem com Orfeu e Eurídice                                         | 1650 17th century | Orfeu Eurídice mulher homem | Departamento de Pinturas do Louvre                                                         | \|-         |
|        | A Adoração dos Pastores                                               | 160s              | Menino Jesus | Coleções de Pinturas do Estado da Baviera Schleißheim State Gallery                        |             |
|        | Estudos de capacetes antigos                                          | 16th century      | | Museu de Belas Artes de Nancy                                                              |             |
|        | Auto-retrato                                                          | 1650              | Nicolas Poussin homem pintor pintura | Departamento de Pinturas do Louvre                                                         |             |
|        | A Sagrada Família com São João e Santa Isabel numa Paisagem           | 160s              | Jesus Virgem Maria João Isabel | Departamento de Pinturas do Louvre                                                         |             |
|        | O Cego de Jericó                                                      | 1650              | cegueira falésia cidade | Departamento de Pinturas do Louvre                                                         |             |
|        | Narciso com duas ninfas e Eco                                         | 16th century      | Narciso Eco ninfa | Coleções Nacionais de Dresden                                                              |             |
|        | Lamentação sobre o Cristo Morto                                       | 16th century      | Jesus morte Sepultamento de Jesus Cristo | Metropolitan Museum of Art                                                                 |             |
|        | Paisagem com uma mulher lavando os pés                                | 1650              | | Galeria Nacional do Canadá                                                                 |             |
|        | A Virgem e o Menino com São João Batista                              | 16th century      | | Departamento de Pinturas do Louvre Musée des Arts Décoratifs Musées Nationaux Récupération |             |
|        | A Sagrada Família                                                     | 1650              | | Fogg Museum Museus de Arte de Harvard                                                      |             |
|        | A tempestade                                                          | 1650              | | Museu de Belas Artes de Ruão                                                               |             |
|        | Paisagem durante uma tempestade com Pyramus e Thisbe                  | 1651              | | Museu Städel                                                                               |             |
|        | Paisagem com tempo calmo                                              | 1651              | | Museu J. Paul Getty                                                                        |             |
|        | Sagrada família                                                       | 1651              | | Museu J. Paul Getty                                                                        |             |
|        | A descoberta de Moisés                                                | 1651              | | National Gallery Associação Nacional de Museus do País de Gales                            |             |
|        | A Família suplica a Coriolano                                         | 160s              | | musée Nicolas-Poussin                                                                      |             |
|        | A Morte de Safira                                                     | 160s              | Ananias e Safira São Pedro apóstolo | Departamento de Pinturas do Louvre                                                         |             |
|        | Noli me tangere                                                       | 1653 1657         | Maria Madalena | Museu do Prado                                                                             | \|-         |
|        | Nascimento de Jesus                                                   | 1653              | Menino Jesus | Coleções de Pinturas do Estado da Baviera                                                  |             |
|        | A Anunciação                                                          | 1653              | | Coleções de Pinturas do Estado da Baviera Schleißheim State Gallery                        |             |
|        | A Adoração dos pastores                                               | 1653              | Menino Jesus | Yale University Art Gallery                                                                |             |
|        | Cristo e a mulher apanhada em adultério                               | 1653              | Perícopa da Adúltera | Departamento de Pinturas do Louvre                                                         |             |
|        | Moisés aparecido no rio                                               | 1654              | Moisés | Museu Ashmolean                                                                            |             |
|        | Sagrada Família com Santa Isabel e São João Batista                   | 1655              | São João Batista como uma criança | Museu Hermitage                                                                            |             |
|        | Anunciação                                                            | 160s              | | National Gallery                                                                           |             |
|        | Ester perante Assuero                                                 | 1655              | Ester Assuero | Museu Hermitage                                                                            |             |
|        | São Pedro e São João Curando o Paralítico                             | 1655              | São Pedro João homem São João Evangelista | Metropolitan Museum of Art                                                                 |             |
|        | Holy Family with the Infant Saint John the Baptist                    | 1655              | | Museu de Arte de John e Mable Ringling                                                     |             |
|        | Aquiles em Skyros                                                     | 1656              | Achilles on Skyros Aquiles | Museu de Belas Artes da Virgínia                                                           |             |
|        | A Sagrada Família com Santa Isabel e São João Baptista                | 160s              | Jesus Virgem Maria João Isabel São José | Departamento de Pinturas do Louvre                                                         |             |
|        | Descanso na fuga para o Egito                                         | 160s              | | Museu Hermitage                                                                            |             |
|        | Santa Francisca Anunciando o Fim da Peste em Roma                     | 1657              | Francisca Romana | Departamento de Pinturas do Louvre                                                         |             |
|        | Lamentação                                                            | 1657              | | Galeria Nacional da Irlanda                                                                |             |
|        | O nascimento de Baco e a morte de Narciso                             | 1657              | | Fogg Museum Museus de Arte de Harvard                                                      |             |
|        | A fuga para o Egito                                                   | 1658              | Sagrada Família Menino Jesus São José Virgem Maria donkey Chemin anjo latifoliada oak pastor edifício coluna entablamento overground still body of fresh water mata ciliar montanha céu nuvem horizonte águia homem mulher menino mãe Asa voo perspectiva atmosférica passeio | Musée des Beaux-Arts de Lyon                                                               |             |
|        | O Batismo de Cristo                                                   | 1658              | | Museu de Arte de Filadélfia                                                                |             |
|        | Órion cego procurando pelo raio de sol                                | 1658              | Órion Cedálion Diana pintura de paisagem | Metropolitan Museum of Art                                                                 |             |
|        | Paisagem com duas ninfas                                              | 160s              | náiade paisagem árvore mulher montanha lago estrada ave serpente ninfa ruína Greek nymph céu nuvem homem château zona rural latifoliada corpo de água aldeia ser humano nudez sentado                                                                                         | Museu Condé                                                                                |             |
|        | Verão                                                                 | 160s              | Rute Boaz grain harvest campo árvore carroça harpa homem paisagem reunião cidade | Departamento de Pinturas do Louvre                                                         |             |
|        | Eliezer e Rebeca                                                      | 160s              | | Museu Fitzwilliam                                                                          |             |
|        | Paisagem com Hércules e Cacus                                         | 1660              | | Museu Pushkin                                                                              |             |
|        | A Sagrada Família com o São João Menino                               | 1660              | | Leicester Museum & Art Gallery                                                             |             |
|        | Paisagem com Hagar e o Anjo                                           | 1660              | | Galeria Nacional de Arte Antiga                                                            | \|-         |
|        | O Inverno                                                             | 160s              | dilúvio de Génesis Arca de Noé tempestade raio serpente barca mulher homem inundação naufrágio bebé trovoada | Departamento de Pinturas do Louvre                                                         |             |
|        | Outono                                                                | 160s              | uva gathering transporte falésia latifoliada homem montanha paisagem aldeia | Departamento de Pinturas do Louvre                                                         |             |
|        | Promavera                                                             | 160s              | paraíso Jardim do Éden Adão Eva Deus no cristianismo árvore da ciência do bem e do mal latifoliada paisagem apple tree primavera pomar | Departamento de Pinturas do Louvre                                                         |             |
|        | Apolo apaixonado por Dafne                                            | 1664              | Apolo Cupido Dafne latifoliada rio principal Mercúrio montanha vaca | Departamento de Pinturas do Louvre                                                         |             |
|        | Cena de batalha                                                       |                   | | Museum Boymans-van Beuningen                                                               |             |
|        | Putti brincando com um pombo e uma lebre                              |                   | | Museum Boymans-van Beuningen                                                               |             |
|        | Massacre dos inocentes                                                |                   | soldado espada toddler involuntary manslaughter mulher dor capitel friso piso assassínio bebé sett | Musée des Beaux-Arts de la ville de Paris                                                  |             |
|        | Adoração dos Pastores                                                 |                   | | Gemäldegalerie                                                                             |             |
|        | A Cascata                                                             |                   | | Musée des beaux-arts de Liège                                                              |             |
|        | Tito triunfante                                                       |                   | | Museu Nacional de Belas-Artes da Suécia                                                    |             |
|        | O Rapto da Europa                                                     |                   | | Museu Nacional de Belas-Artes da Suécia                                                    |             |
|        | Estudo do cavalo de bronze                                            |                   | | Museu Nacional de Belas-Artes da Suécia                                                    |             |
|        | O Triunfo de Galatea                                                  |                   | | Museu Nacional de Belas-Artes da Suécia                                                    |             |
|        | Estudo para Vénus na concha e golfinhos                               |                   | | Museu Nacional de Belas-Artes da Suécia                                                    |             |
|        | Nutrição de Zeus (Júpiter)                                            |                   | | Museu Nacional de Belas-Artes da Suécia                                                    |             |
|        | A Descoberta da Rainha Zenobia                                        |                   | | Museu Nacional de Belas-Artes da Suécia                                                    |             |
|        | O Triunfo de Galatea                                                  |                   | | Museu Nacional de Belas-Artes da Suécia                                                    |             |
|        | Vênus e Enéias                                                        |                   | | Hermann Göring Collection Munich Central Collecting Point                                  |             |
|        | Cupidos brincando                                                     |                   | | Palácio de Weissenstein                                                                    |             |

∑ 249 items.